# Эксперимент Facebook
Эксперимент Facebook — это психологический эксперимент, проведенный в 2012 году компанией Facebook, с помощью которого социальная сеть протестировала эмоции 700 000 её пользователей.

## Суть эксперимента
Современный этап деятельности социальных сетей требует максимизации ресурсов с целью оптимизации деятельности площадки и повышения релевантности контента пользователей. Компания Facebook применяет для этого различные эксперименты, среди которых числится тест эмоциональной реакции пользователей социальной сети на тот или иной материал. Так, еще в 2012 году на протяжении недели социальная сеть показывала сотням тысяч человек исключительно позитивные или негативные посты в лентах. Facebook таким образом пыталась отследить психологическое воздействие эмоционально окрашенных постов на настроение пользователей. И хотя и на этот раз Facebook формально не нарушила никаких пунктов своей информационной политики, новость об эксперименте вызвала смешанную реакцию у аудитории. Компания сообщила об проведенном эксперименте лишь 28 июня 2014 года, спустя 2 года, что и вызвало бурную реакцию у интернет-сообщества.

## Последствия эксперимента
Результатом эксперимента, проводимого компанией Facebook, было получение следующих выводов:
- было опровергнуто мнение отдельных ученых по психологии о том, что наблюдение пользователей за «успешной жизнью» друзей в социальных сетях провоцирует личную депрессию;
- положительные посты в ленте новостей приводят к аналогичным положительным эмоциям человека не только в рамках социальной сети, но и в рамках обыденной жизни. Аналогичная ситуация с отрицательными постами в ленте новостей, которые провоцируют негативное настроение человека;
- если зачищать ленту от эмоционально окрашенных постов, то человек становится «менее экспрессивным» — к примеру, реже обновляет статусы;
- как итог, с целью максимизации активности пользователей социальной сети, было принято решение изменить формат ленты новостей, где первые посты, как правило, наиболее эмоциональные и релевантные, что побуждает других пользователей проявлять аналогичную активность.

## Критика и альтернативные точки зрения
Несмотря на то, что пресс-служба социальной сети подчеркнула, что не разделяет беспокойства по поводу проведенного исследования, многие авторитетные лица заявили об нарушении этических прав со стороны компании Facebook. Дaже подробное разъяснение компании об результатах эксперимента не успокоило критиков, которые считают нарушением прав несанкционированное проведение экспериментов над пользователями и их поведением и эмоциями в интернете. Более того, ситуация усугубилась, когда профессор журналистики Нью-Йоркского университета Джея Розена заявила, что среди заказчиков эксперимента в социальных сетях значилось армейское ведомство, связанное с министерством обороны США. В TechCrunch также отмечают, что команда Марка Цукерберга нарушила ряд этических норм. Иной позиции придерживается Денис Алиев, руководитель социальной сети «Мой мир», который полагает, что из-за подобных скандальных ситуаций отказываться от тестирования эмоций пользователей не следует.

## Влияние эксперимента на общество, науку и политику
Результаты эксперимента, которые были получены командой Facebook, неоднозначные. С одной стороны, они позволили сформировать положительное настроение у сообщества социальной сети. Также, результаты эксперимента позволяют многим ученым в области психологии и социологии исследовать вопрос влияния контента на эмоции человека с иной позиции, поскольку проведенный тест является наиболее массовым по сравнению со всеми проводимыми раннее подобными экспериментами. Однако, у общества и политиков сформировались вопросы и заявления о возможных угрозах со стороны незаметных неэтичных действий социальной сети. В частности, сформированы риски того, что новостная лента Facebook могла приводить к манипуляции мнением избирателей во время проведения президентских выборов в США или в других странах мира. Об этом ни раз заявляли сторонники Хилари Клинтон, утверждая, что социальная сеть помогла успешной президентской кампании Дональда Трампа, что возможно именно благодаря влиянию на эмоции потенциальных избирателей.

## Роль в массовой культуре
Результаты проводимого эксперимента не способны повлиять на массовую культуру. Однако повторение проводимых экспериментов уже в личных целях социальной сети или других заинтересованных лиц могут менять настроения общества, менять их предпочтения потребителей, включая такие сферы, как кино, музыка, искусство и спорт. Таким образом, манипуляция эмоциональным фоном пользователей социальной сети — эффективный инструмент, имеющий высокую степень значения, однако, противоречащий многим нормам этики сообщества.